# Wamic
Wamic és una concentració de població designada pel cens dels Estats Units a l'estat d'Oregon. Segons el cens del 2000 tenia 36 habitants.

## Demografia
Segons el cens del 2000, Wamic tenia 36 habitants, 15 habitatges, i 10 famílies. La densitat de població era d'11,5 habitants per km².
Dels 15 habitatges en un 26,7% hi vivien nens de menys de 18 anys, en un 53,3% hi vivien parelles casades, en un 6,7% dones solteres, i en un 33,3% no eren unitats familiars. En el 20% dels habitatges hi vivien persones soles el 13,3% de les quals corresponia a persones de 65 anys o més que vivien soles. El nombre mitjà de persones vivint en cada habitatge era de 2,4 i el nombre mitjà de persones que vivien en cada família era de 2,6.
Per edats la població es repartia de la següent manera: un 22,2% tenia menys de 18 anys, un 5,6% entre 18 i 24, un 19,4% entre 25 i 44, un 19,4% de 45 a 60 i un 33,3% 65 anys o més.
L'edat mediana era de 48 anys. Per cada 100 dones de 18 o més anys hi havia 75 homes.
La renda mediana per habitatge era de 29.375 $ i la renda mediana per família de 35.417 $. Els homes tenien una renda mediana de 35.417 $ mentre que les dones 13.750 $. La renda per capita de la població era de 12.575 $. Aproximadament el 22,2% de les famílies i el 25% de la població estaven per davall del llindar de pobresa.

## Poblacions més properes
El següent diagrama mostra les poblacions més properes.